# Trevi nel Lazio
Trevi nel Lazio è un comune italiano di 1 695 abitanti della provincia di Frosinone nel Lazio.

## Geografia fisica

### Territorio
Il territorio comunale di Trevi nel Lazio si trova a cavallo tra i monti Simbruini a nord ed i monti Ernici a sud.

### Clima
- Classificazione climatica: zona E, 2604 GR/G

## Storia

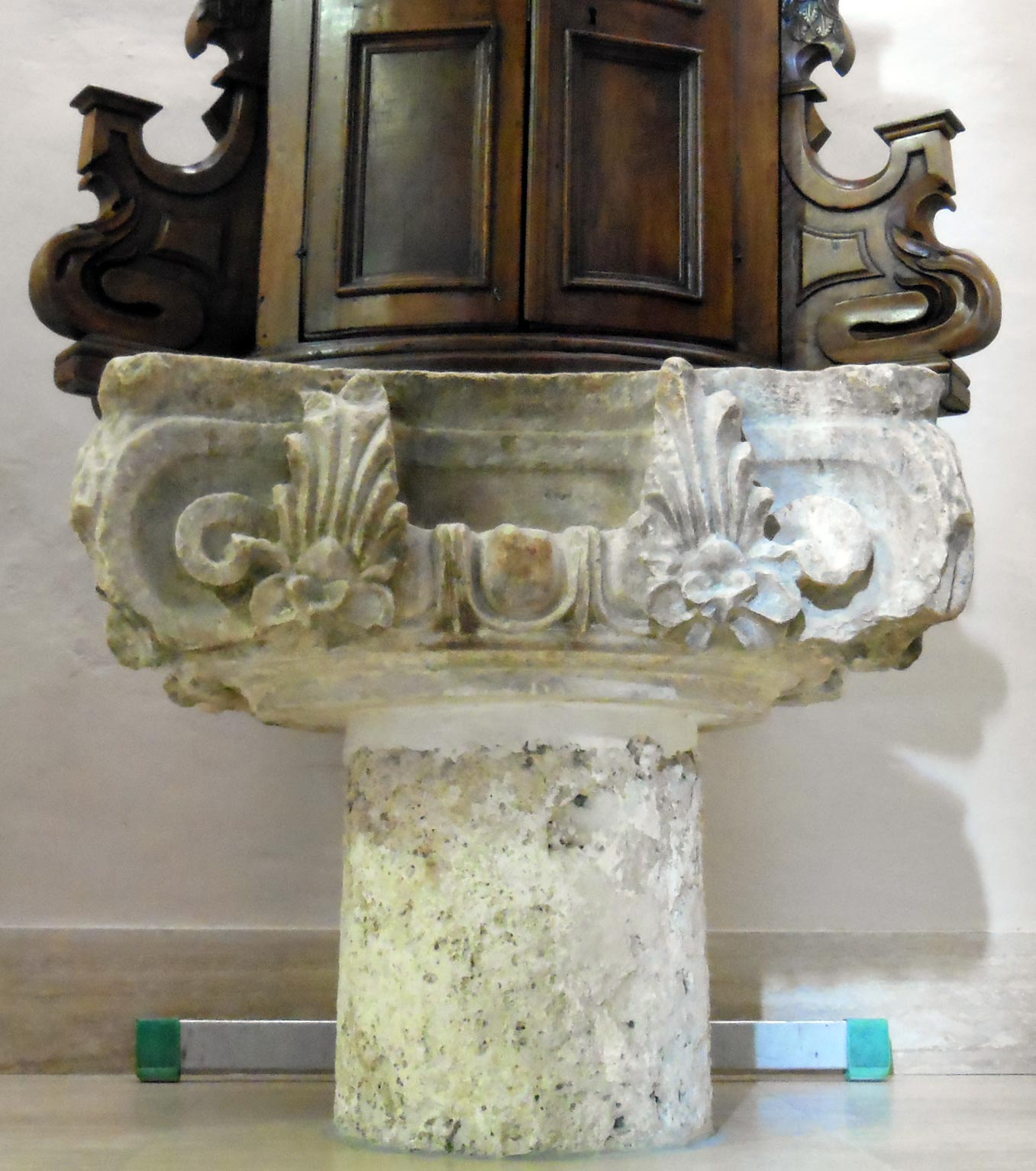
Capitello ionico-italico da un tempio romano del III-II secolo a.C., attualmente reimpiegato come base del fonte battesimale nella chiesa di Santa Maria Assunta

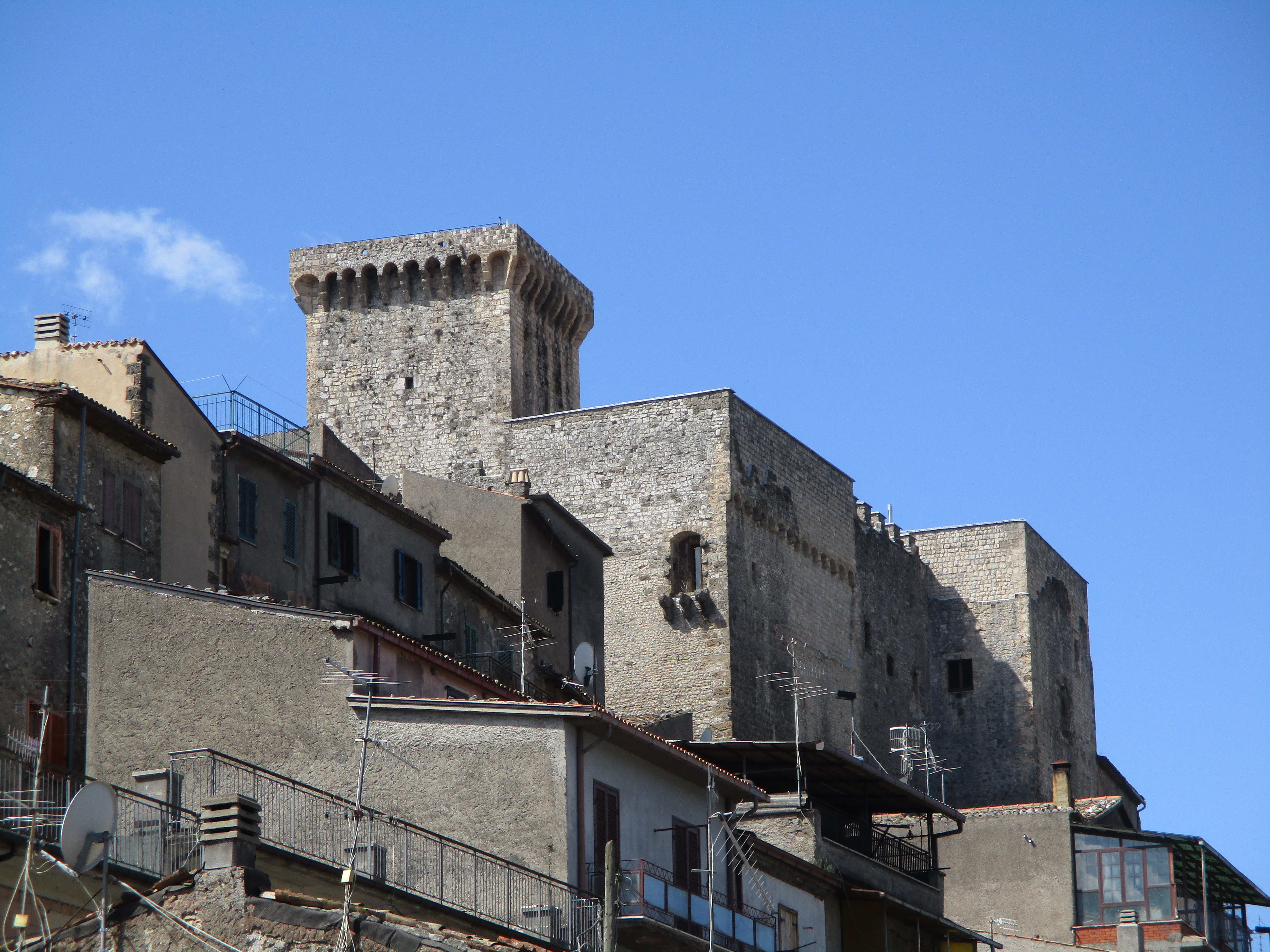
Castello Caetani a Trevi nel Lazio

La zona apparteneva al territorio meridionale degli Equi e alla conquista da parte dei Romani entrò a far parte della tribù Aniensis (dell'Aniene), istituita nel 299 a.C..
All'occupazione romana si collegò probabilmente lo sviluppo di un possibile precedente oppidum equo, con la costruzione di diversi edifici monumentali nel III e II secolo a.C.: un santuario extra-urbano di cui restano i depositi votivi, le mura in opera quadrata che racchiudevano un perimetro ristretto, relativo all'acropoli cittadina, con funzioni anche di terrazzamento monumentale e un tempio di cui restano alcuni capitelli ionico-italici, uno dei quali è reimpiegato nella chiesa di Santa Maria Assunta come fonte battesimale; il tempio era probabilmente eretto su un terrazzamento artificiale con muri di contenimento in opera poligonale che sorge subito fuori dalla "Porta maggiore".
In epoca tardo repubblicana fu un municipio, come attesta un'iscrizione, con il nome di Treba e poi Treba Augusta. In epoca successiva sulle pendici rivolte alla valle dell'Aniene si impiantarono ville su terrazze in opera quadrata.
Appartenne alla prima delle regioni dell'Italia augustea. Nel suo territorio aveva origine l'acquedotto dell'Acqua Marcia. Fu sede di una diocesi (diocesi di Trevi nel Lazio), che venne incorporata nel 1088 in quella di Anagni.
Nel 1151 il castrum Trevi fu oggetto di scambio tra papa Eugenio III che la cedette ai fratelli Oddone e Carsidonio de Columna che in cambio cedevano la metà loro spettante di Tuscolo insieme a Monte Porzio e Montefortino.
Il feudo venne concesso da papa Alessandro IV al nipote, Rinaldo de Rubeis, nel 1257 e passò quindi nel 1262, sotto papa Urbano IV, all'abbazia di Subiaco. Tornò a Rinaldo de Rubeis nel 1264 sotto papa Clemente IV. Nel 1302 fu acquistato da Pietro Caetani, fratello del papa Bonifacio VIII e rimase in possesso della famiglia Caetani fino alla loro cacciata nel 1471 ad opera della popolazione locale.
Papa Sisto IV nel 1473 assegnò nuovamente Trevi al monastero di Subiaco, sotto la cui giurisdizione temporale rimase fino al 1753, sotto papa Benedetto XIV e fu in seguito sottoposta direttamente al governo pontificio. La storia locale iniziò ad essere indagata a cavallo tra Seicento e Settecento.
Durante l'occupazione napoleonica fece prima parte del dipartimento del Circeo della Repubblica Romana (1798-1799), con capoluogo Anagni, e poi del dipartimento del Tevere (1809-1810) o dipartimento di Roma (1810-1814) annesso all'Impero francese, dal 1812 nell'arrondissement di Frosinone.
Nel riordino amministrativo di papa Pio VII nel 1816, entrò a far parte della delegazione di Frosinone e all'interno di questa fu sottoposto al governatore di Guarcino. Dopo la scomparsa dello Stato Pontificio nel 1870 entrò a far parte del Regno d'Italia, nel circondario di Frosinone della provincia di Roma. Nel 1872 il consiglio comunale decise per la denominazione di Trevi nel Lazio. Nel 1927 entrò a far parte della allora istituita provincia di Frosinone.
La città fu colpita nel 1915 dal terremoto della Marsica. Durante la seconda guerra mondiale subì un grande rastrellamento tedesco.

## Monumenti e luoghi d'interesse

### Architetture religiose

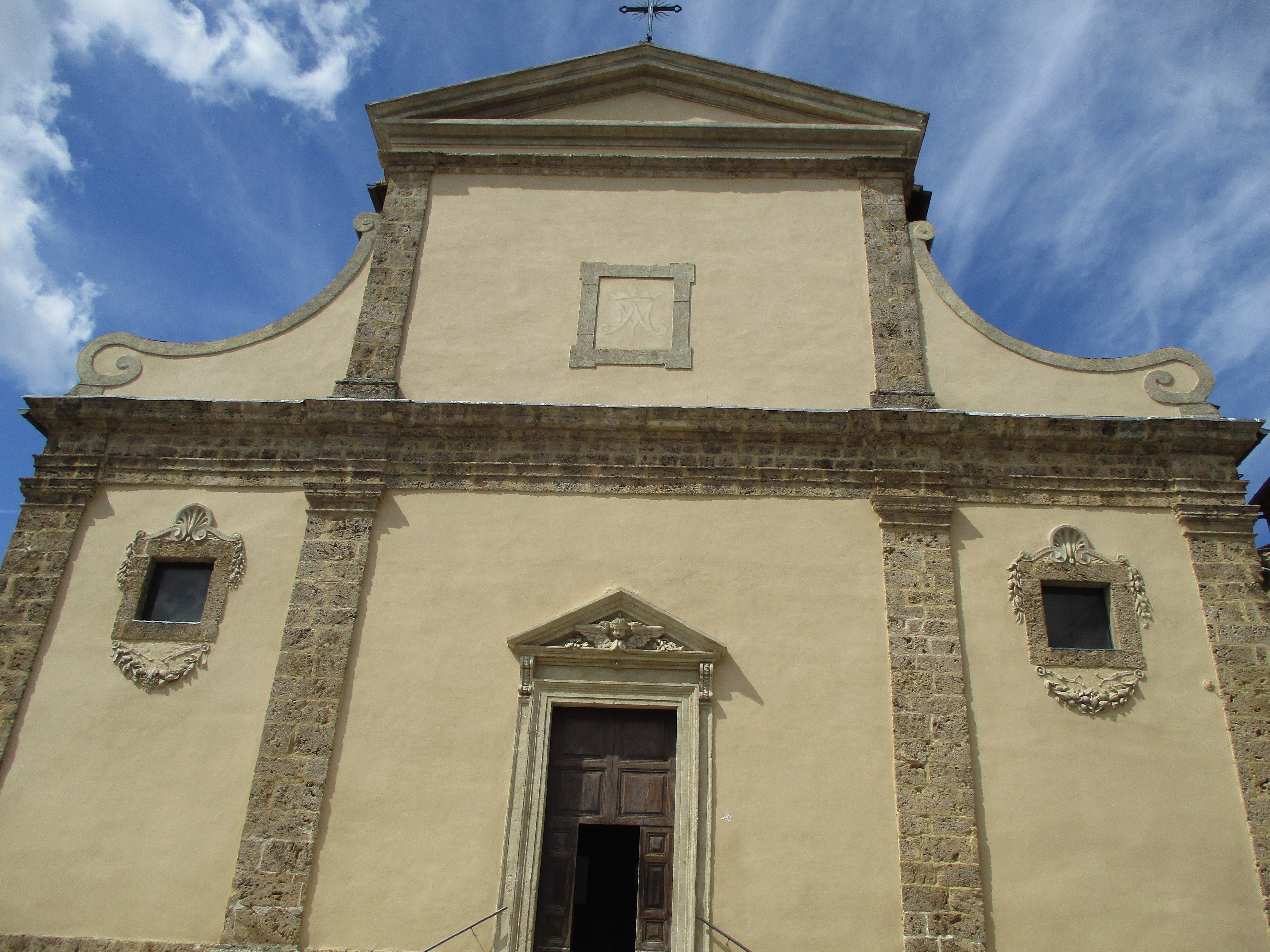
Facciata della chiesa collegiata di Santa Maria Assunta

- Chiesa collegiata di Santa Maria Assunta: di origini duecentesche[16], venne ampliata e modificata nel Quattrocento e nel Seicento, riutilizzando i materiali dell'antica cattedrale di San Teodoro, andata in rovina dopo la soppressione della diocesi. Nelle forme attuali è costituita da due chiese sovrapposte, a tre navate, quella inferiore dedicata al santo eremita Pietro di Trevi, canonizzato nel 1215 da papa Innocenzo III e attuale santo patrono del paese. Ospita un ciborio barocco in marmi policromi nell'abside della chiesa superiore, un fonte battesimale costituito da un capitello ionico-italico proveniente da un tempio romano con copertura lignea e un organo realizzato nel 1633-1634 da Ennio Bonifazi[17] La chiesa è stata oggetto di restauro nel 2012.
- Oratorio di San Pietro l'eremita: ad unica navata coperta con volta a botte, è sorta nel 1685 nel luogo dove si riteneva fosse morto il santo patrono del paese. Caduta in abbandono è stata restaurata nel 1971. Ospita un gruppo scultoreo marmoreo settecentesco che raffigura la morte del santo riprendendo l'iconografia della berniniana Estasi di santa Teresa d'Avila[16][18].
- Cappella della Madonna del Riposo: eretta nel 1483, è costituita da una volta gotica che ospita un'icona della Vergine con il Bambino dipinta dal pittore "Pietro".
- Cappella di San Sebastiano, costruita nel 1486 e affrescata dal pittore Desiderio di Subiaco'[16].
- Monastero femminile benedettino, che ebbe la maggiore fioritura nel XII e XIII secolo'[16].

### Architetture militari
Il castello Caetani sorge nella parte più alta del paese, al centro della parte più antica, detta "Civita". Un'installazione militare potrebbe essere attestata a partire da documenti dell'XI secolo che menzionano l'esistenza di soldati (milites), ma forse è di origine più antica, data anche la collocazione strategica a dominio dell'alta valle dell'Aniene. Nel XIII secolo subì un incendio e venne probabilmente ricostruito poi nelle forme attuali. Sorse al di sopra delle mura in opera quadrata che delimitavano l'antica acropoli e fu collegato ad una cinta muraria più ampia che recingeva la parte più alta dell'abitato. Nella parte nord sono gli ambienti destinati a residenza del signore, mentre nella parte sud sono quelli destinati alle funzioni militari. Al centro è un maschio a base quadrata. Danneggiato dal terremoto della Marsica del 1915 è stato restaurato nel 1984.

### Architetture civili

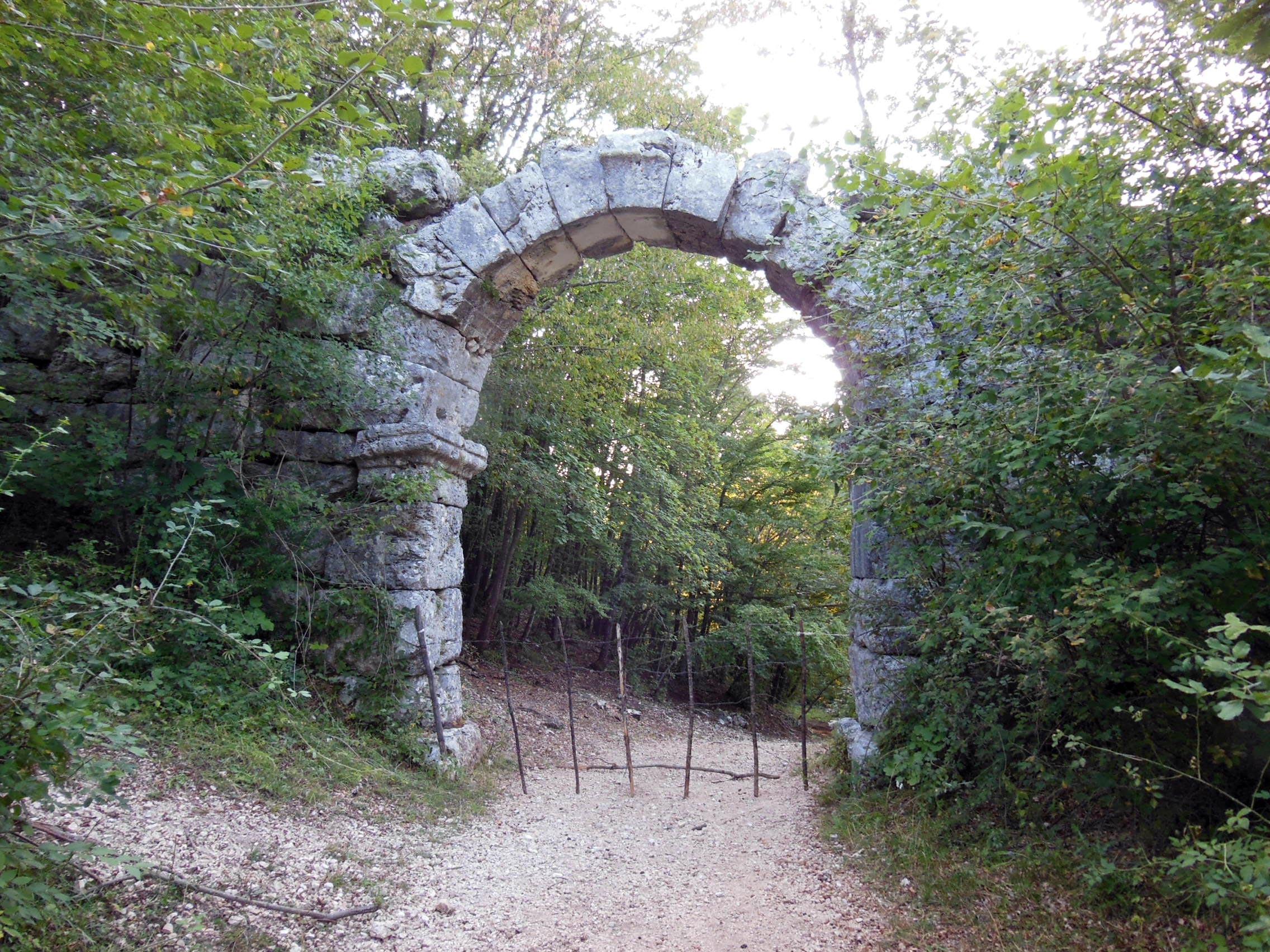
Arco di Trevi

- Arco di Trevi: si tratta di uno sbarramento in blocchi di opera quadrata con un'ampia apertura ad arco, attribuibile al III-II secolo a.C., al confine con il comune di Guarcino che costituiva probabilmente un passaggio controllato al confine tra il territorio degli Equi e degli Ernici[20]

### Aree naturali
- Parco naturale regionale dell'Appennino - Monti Simbruini
- Cammino di San Pietro Eremita

## Società

### Evoluzione demografica
Abitanti censiti

### Tradizioni e folclore
La festa del santo patrono, San Pietro l'eremita (ricordato il 30 agosto), si svolge tra il 28 e il 31 agosto. Il 29 agosto si tiene una processione a partire dalla chiesa collegiata di Santa Maria Assunta e le vie cittadine sono occupate dal mercato. Le celebrazioni si svolgono con la partecipazione dei cittadini di Rocca di Botte, luogo natale del santo, che vengono in pellegrinaggio a venerarne i resti.
Il 31 agosto si svolge una fiera di merci e bestiame e la festa si chiude con intrattenimenti musicali e con l'arrivo della "Signora", un pupazzo di carta che viene bruciato.

## Economia
Di seguito la tabella storica elaborata dall'Istat a tema Unità locali, intesa come numero di imprese attive, ed addetti, intesi come numero di addetti delle imprese locali attive (valori medi annui).
|                 | 2015                  |                              |                            |                |                       |                     | 2014                  |                | 2013                  |                |
| --------------- | --------------------- | ---------------------------- | -------------------------- | -------------- | --------------------- | ------------------- | --------------------- | -------------- | --------------------- | -------------- |
|                 | Numero imprese attive | % Provinciale Imprese attive | % Regionale Imprese attive | Numero addetti | % Provinciale Addetti | % Regionale Addetti | Numero imprese attive | Numero addetti | Numero imprese attive | Numero addetti |
| Trevi nel Lazio | 90                    | 0,27%                        | 0,02%                      | 159            | 0,15%                 | 0,01%               | 93                    | 162            | 96                    | 167            |
| Frosinone       | 33.605                |                              | 7,38%                      | 106.578        |                       | 6,92%               | 34.015                | 107.546        | 35.081                | 111.529        |
| Lazio           | 455.591               |                              |                            | 1.539.359      |                       |                     | 457.686               | 1.510.459      | 464.094               | 1.525.471      |

Nel 2015 le 90 imprese operanti nel territorio comunale, che rappresentavano lo 0,27% del totale provinciale (33.605 imprese attive), hanno occupato 159 addetti, lo 0,15% del dato provinciale; in media, ogni impresa nel 2015 ha occupato poco meno di due addetti (1,77).

### Turismo
Trevi nel Lazio ha ricevuto la Bandiera Arancione, il certificato di eccellenza turistico-ambientale che il Touring Club Italiano assegna alle piccole località dell'entroterra italiano.

### Amministrazione
Nel 1872 Trevi cambiò denominazione in Trevi nel Lazio.
Nel 1927, a seguito del riordino delle circoscrizioni provinciali stabilito dal regio decreto n. 1 del 2 gennaio 1927, per volontà del governo fascista, quando venne istituita la provincia di Frosinone, Trevi nel Lazio passò dalla provincia di Roma a quella di Frosinone.
| Periodo        | Periodo        | Primo cittadino    | Partito                       | Carica  | Note       |
| -------------- | -------------- | ------------------ | ----------------------------- | ------- | ---------- |
| 7 giugno 1993  | 27 aprile 1997 | Paolo D'Ottavi     | Liste civiche eterogenee      | Sindaco |            |
| 28 aprile 1997 | 13 maggio 2001 | Bruno Barbona      | Lista civica                  | Sindaco | I mandato  |
| 14 maggio 2001 | 28 maggio 2006 | Bruno Barbona      | Lista civica                  | Sindaco | II mandato |
| 29 maggio 2006 | 28 marzo 2010  | Silvio Grazioli    | Lista civica                  | Sindaco | I mandato  |
| 29 marzo 2010  | 31 maggio 2015 | Pierfilippo Schina | Lista civica Progetto comune  | Sindaco | I mandato  |
| 1º giugno 2015 | in carica      | Silvio Grazioli    | Lista civica Trevi nel futuro | Sindaco | II mandato |

### Gemellaggi
- Rocca di Botte[24]

### Altre informazioni amministrative
- Fa parte della Comunità montana Monti Ernici

## Sport

### Calcio
Trevi ha una lunga tradizione calcistica, che vanta numerose squadre durate più o meno tempo. La società più longeva è sicuramente la Polisportiva Trevi, fondata nel 1983 da un gruppo di ragazzi trebani, che ha raggiunto nel periodo di maggior successo la Promozione. La Pol.Trevi è cessata nel 2013 dopo aver raggiunto una storica salvezza. La più recente è la ASD Gioventù Trebana, fallita nel 2017.